# Sør-Vågsøy kommun
Sør-Vågsøy kommun (norska: Sør-Vågsøy kommune) var en kommun i Sogn og Fjordane fylke i västra Norge. Kommunen omfattade ett område i den norra delen av nuvarande Kinns kommun. Tätorten Måløy utgjorde kommunens centralort.

## Administrativ historik
Sør-Vågsøy kommun upprättades den 1 januari 1910 genom utbrytning ur Selje kommun. Kommunen hade 1 517 invånare vid upprättandet.
Den 1 juli 1921 överfördes ett obebott område (gården Blesrød) från Nord-Vågsøy kommun till Sør-Vågsøy kommun.
Den 1 januari 1964 gick kommunen, tillsammans med Nord-Vågsøy kommun samt delar av kommunerna Davik och Selje, upp i den då nybildade Vågsøy kommun. Kommunens hade då 3 926 invånare.
Området utgör sedan den 1 januari 2020 en del av Kinns kommun.